# かどしゅんたろう
かど しゅんたろう（英語: Shuntaro Kado、1975年3月10日 - ）は、日本のフリーランスのドラマー、スタジオ・ミュージシャン、ドラムテック、ボーカリスト、ギタリスト、作曲家。

## 略歴
福岡県北九州市出身。1995年、専門学校ESPミュージカルアカデミーを卒業。在学中から活動していた、MODERN HIPP'S（1995年）のドラマーとしてアリノスレコードよりデビュー。解散後、media youthのVo.DAISUKE率いるSOUND BEEでavex traxよりデビュー。脱退後サポートとして参加していたMR.ORANGEのメンバーとして2002年、MR. BIGのGt.ポール・ギルバートのプロデュースによりソニー・ミュージックレコーズよりデビュー（当時の表記はSHUNTARO）。自身のバンドchocolate fuzz manicsでは、Vo.&Gt.として活動。元JUDY AND MARYのGt.TAKUYAと共にTAKUYA and the Cloud Collectorsでも活動中。使用ドラムセットはCANOPUSとエンドース、シンバルはZildjianのエンドーサーである。

## ライブ
- AARON（炎亜綸）
- BABYMETAL[2]
  - 『イナズマロックフェス 2013』
  - 『RED HOT CHILI PEPPERS US TOUR 2017』
- Baroque
  - 『baroque Last Live 無未来 NO FUTURE』
  - 『OPEN YOUR WORLD AND SEE THE LIGHT［Moon］』
- BLACK VELVET
- CYaRon!
  - 『ラブライブ!サンシャイン!! CYaRon!2nd LoveLive! ～大革命☆Wake Up Kingdom～』
- CHEMISTRY
  - 『CHEMISTRY TOUR 2012 -Trinity-』
- chocolate fuzz manics
- DEARDROPS
- Derailers
- ELISA
  - 『ELISA LIVE TOUR 2011 ～Birth of my Lasei～』
- GLIM SPANKY
  - 『SUNRISE JOURNEY TOUR 2015』
  - 『“ワイルド・サイドを行け”ツアー』
  - 『Next One TOUR 2016』
  - 『BIZARRE CARNIVAL Tour 2017-2018』
  - 『GLIM SPANKY LIVE AT 日本武道館』
  - 『LOOKING FOR THE MAGIC Tour 2019』
  - 『GLIM SPANKY STREAMING SHOW 2020』
  - 『GLIM SPANKY Live Tour 2021』
  - 『Into The Time Hole Tour 2022』etc.
- Hyde（L'Arc〜en〜Ciel）
  - 『HYDE LIVE 2018』
  - 『HYDE LIVE 2019』
  - 『rockin'on presents ROCK IN JAPAN FESTIVAL 2019』
  - 『BRING ME THE HORIZON*GUEST ACT』
  - 『STARSET DIVISIONS: 2019*SUPPORT ACT』（US）
  - 『Yahoo!チケットEXPERIENCE Vol.1』
  - 『THE ORAL CIGARETTES COUPLING TOUR BKW!! STRIKES BACK 2019』
  - 『HYDE LIVE 2019 ANTI FINAL』
  - 『MUCC Presents Trigger In The Box』
  - 『rockin'on presents COUNTDOWN JAPAN 19/20』
  - 『LIVE EX』
  - 『rockin'on presents ROCK IN JAPAN FESTIVAL 2020』
  - 『HYDE LIVE 2020 Jekyll & Hyde』
  - 『氣志團万博2020 ～家でYEAH!!～』
  - 『HYDE LIVE 2022 RUMBLE FISH』etc.
- JUST
- kannivalism[2]
  - 『APPLE CHING★PO-PO EPISODE II』
  - 『she said,under the helios.2010.3.30 Live at Nakano Sunplaza』etc.
- KAT-TUN
  - 『ザ・少年倶楽部プレミアム』（2014.11.19放送）
- Kentaro Nishida（Nishi-Ken）
  - 『Kentaro Nishida Live 2022 「BIRTH」』
- Matt（Matt Rose）
- MEG
  - 『MEG TOKYO NIGHT PARTY 2010』
  - 『MEG BIRTHDAY PARTY 2010』
- meg rock
  - 『jet setter, jet lag tours ♥シリーズ』
- MiChi
- MODERN HIPP'S
- MR.ORANGE[1][2]
  - 『PUNKSPRING 08 GREEN STAGE』etc.
- NEWS
  - 『15th Anniversary LIVE 2018 "Strawberry”』
- OnePixcel
- Prico
- SOUND BEE
- THE SOUND BEE HD
- TAKAYO（ex.ZONE）
- TAKUYA（JUDY AND MARY）[2]
- TAKUYA and the Cloud Collectors
- The Brow Beat
  - 『The Brow Beat Live Tour 2018 “Ragnarök”』
  - 『Extra“Ragnarök”～Welcome to after party at 野音～』
  - 『The Brow Beat Live Tour 2019 “Hameln”』
  - 『The Brow Beat Live Tour 2020 “Adam”』
  - 『The Brow Beat LIVE 2021～Let's play harevutai, shall we !?』
  - 『The Brow Beat Live Tour 2022 “404”』
  - 『The Brow Beat Live 2022 "幻覚"』
- THYME
- WOOHOO
- yozuca*
- YU-A
  - 『DREAM Live Tour PERFORMANCE 2012』
- ZAQ
  - 『ZAQ First LIVE TOUR 2015「NEXT Lab.」』
  - 『ZAQ Live Tour 2015「KURUIZAQ」』
  - 『10th ANNIVERSARY LIVE “ZAQPOT”』etc.
- 葵（彩冷える）
- 大塚愛
- 金子昇
- 上木彩矢
- 喜多村英梨
- 黒夢
  - 『TOUR 2014 BEFORE THE NEXT SLEEP VOL.1 夢は鞭』
  - 『イナズマロックフェス2014』
  - 『氣志團万博2014』
- 椎名慶治（SURFACE）
- 谷村奈南
- 堂珍嘉邦（CHEMISTRY）[2]
  - 『堂珍嘉邦 TOUR 2013 OUT THE BOX』etc.
- 中ノ森文子
- 中村中
- 永崎翔
- 夏川椎菜
  - 『LAWSON presents 夏川椎菜 Zepp Live Tour 2020-2021 Pre-2nd』
  - 『LAWSON premium event 夏川椎菜 5th anniversary 「夏川椎菜のザ・ベストナン」』
- 野田愛実
- 朴璐美
- 早見沙織
  - 『HAYAMI SAORI Concert Tour 2019 "JUNCTION"』
- 間慎太郎
- 平野綾[2]
  - 『1st LIVE 2008 RIOT TOUR』
  - 『2nd LIVE TOUR 2009 スピード☆スターツアーズ』
- 藤澤ノリマサ[2]
  - 『藤澤ノリマサ5th Anniversary CONCERT』
  - 『藤澤ノリマサ CONCERT TOUR 2013』
  - 『藤澤ノリマサ CONCERT TOUR 2015』etc.
- マオ from SID
  - 『Maison de M vol.1 in Billboard Live TOKYO』
- 摩天楼オペラ
- メロキュア
- 森重樹一（ZIGGY）[2]
  - 『ELECTRIC MOON TOUR（2012 ）』etc.
- ワン・リーホン（王力宏）

## TV出演
- GLIM SPANKY
  - 『スッキリ!』
  - 『Playlist』
  - 『プレミアMelodiX!』
- Hyde（L'Arc〜en〜Ciel）
  - 『CDTV』
  - 『バズリズム』
  - 『SONGS』
  - 『ミュージックステーション』
- KAT-TUN
  - 『ザ・少年倶楽部プレミアム』（2014.11.19放送）
- The Brow Beat
- ZONE
  - 『ミュージックフェア』
- 近藤真彦
  - 『ザ・少年倶楽部プレミアム』
  - 『ミュージックステーション』
- 中川翔子
  - 『プレミアMelodiX!』
- 中島美嘉
  - 『ミュージックフェア』
  - 『ミュージックステーション』
  - 『CDTV』
  - 『スッキリ!』
  - 『ベストアーティスト2022』

## ミュージック・ビデオ
- BLACK VELVET
  - 『Drive me crazy』etc.
- Hyde（L'Arc〜en〜Ciel）
  - 『AFTER LIGHT』
  - 『BELIEVENG IN MY SELF』
  - 『INTERPLAY』
- MR.ORANGE[1][2]
  - 『LEAVE』
  - 『SPARKLE』
  - 『SPIN ME OUT』
  - 『SHARKS AND PUNKS』
- The Brow Beat
  - 『アイリス』
  - 『Black & Black』
  - 『睡蓮』
  - 『L.R』
  - 『ヤタガラスの影踏み』
  - 『Brilliant Transparency』
  - 『銃声』
  - 『爆風』
- YU-A
  - 『DREAM』
  - 『30 –My Thirty-』etc.
- ZAQ
  - 『BRAVER』
  - 『Last Proof』etc.
- 喜多村英梨
  - 『証×炎 -SHOEN-』
- こゑだ
  - 『DanSin'』
- 堂珍嘉邦[2]
  - 『handle me right』
  - 『It's a new day』
  - 『Halo』etc.
- 中川翔子
  - 『桜色』
- 平野綾[2]
  - 『Unnamed world』
  - 『スピード☆スター』
  - 『Sing a Song!』etc.

## レコーディング
- Aqours
  - 『永久hours』
- A.B.C-Z
  - 『星が光っていると思っていた（戸塚祥太ソロ曲）』
- Animelo Summer Live 2017 -THE CARD-
  - テーマソング『Playing The World』
- Baroque
  - アルバム『sug life』
  - アルバム『PLANETARY SECRET』
- BLACK VELVET
- canoue
- CHEMISTRY
  - 『CHEMISTRY TOUR 2012 -Trinity-』
- chocolate fuzz manics
- DEARDROPS
- Derailers
  - アルバム『A.R.T』
- earthmind
  - 『Kaleidoscope』
  - 『ARCADIA』
  - 『ENERGY』
  - 『ファンタジスター』
  - 『光』
  - 『最果ての月』
  - 『風を探して』
- ELISA
  - 『慈しみのボレロ』
- Faylan（飛蘭）
- GARNiDELiA
  - 『grilletto』
  - 『キミとボクが出会う確率』
  - 『ambiguous』
  - 『Gravity』etc.
- Gero
  - 『The Bandits』
  - 『しゃよう』
- GLIM SPANKY
  - 『grand port』
  - 『いざメキシコへ』
  - 『To The Music』
  - 『ハートが冷める前に』
  - 『未完成なドラマ』
  - 『シグナルはいらない』etc.
- GRANRODEO
  - 『modern strange cowboy』etc.
- halca
  - 『HORiZON』
- JUST
- kannivalism[2]
  - 『リトリ』etc.
- KOTOKO
  - 『空中パズル』
- majiko
  - 『UNDERCOVER』
- MCU
- meg rock
- MODERN HIPP'S
  - アルバム『NUDE JOKE』
- MR.ORANGE[1][2]
  - シングル『SPARKLE』
  - マキシシングル『SPIN ME OUT』
  - マキシシングル『SHARKS AND PUNKS』
  - フルアルバム『JAMBALAYA』
  - 『MR.ORANGE BEST』
- NYC（ジャニーズJr）
  - 『十月の雨シズク』
- OxT
  - 『Hello New World』
  - 『MASS FOR THE DEAD』
- Plastic Tree トリビュート・アルバム「Plastic Tree Tribute～Transparent Branches～」
  - 緒方恵美『みらいいろ』
- REVALCY
  - 『EXIT』
- RUN&GUN
- Sexy Zone
  - 『RUN』
- SOUND BEE
  - アルバム『Dol-Bee6』
- TAKUYA and the Cloud Collectors
- THYME
  - アルバム『first 9uality』etc.
  - 『愛する人』
- TRUE（唐沢美帆）
  - 『瓦礫の夢』
- WOOHOO
- YU-A
  - 『DREAM』
  - 『30 –My Thirty-』etc.
- ZAQ
  - 『絶好調UNLIMITED』
  - 『星空を歩く音』
  - 『BRAVER』
  - 『NO RULE MY RULE』
  - 『Last Proof』
  - 『SPEED JUNKY』
  - 『ASEED』etc.
- 2HEARTS
- 藍井エイル
  - 『Raspberry Moon』
- 暁月凛
  - 『コノ手デ』
- 中孝介
  - 『海が導く夢』
  - 『この坂を越えたら』
  - 『帰らぬ日々』
- 井口裕香
  - 『Grow Slowly』
- 泉沙世子
  - 『手紙』
  - 『カス』
- 伊藤かな恵
  - 『きっと風は吹く』
- 井上苑子
  - 『リメンバー』
- 江口拓也
  - 『延長線上のFriends』
- 遠藤正明
  - 『FLOPPY』etc.
- 大塚愛
  - 『HONEY』
  - 『HEART BREAK』
- 大橋彩香
  - 『No Surrender』
  - 『Maiden Innocence』
- 奥井雅美
  - 『カーテンコール』
- 尾崎由香
  - 『(you gave me...) My Brave Story』
- 小野大輔
  - 『真夏のスピカ』
- 上白石萌音
  - 『From The Seeds』
- 神谷浩史
- 花譜
  - 『鏡よ鏡』
- 関ジャニ∞
  - 『凛』
- 喜多村英梨
- 木村カエラ
  - 『RUN』
- 楠田亜衣奈
  - 『Heart's cry』
- 黒崎真音
  - 『Crimson roses』
- 黒夢
  - 『A LULL IN THE RAIN』
  - 『Let's go down the street』etc.
- 寿美菜子
  - 『ウレイボシ』
- 小松未可子
  - 『ランダムメトロノーム』
  - 『純真エチュード』
  - 『Lonely Battle Mode』
- 小南泰葉
  - 『善悪の彼岸』
- こゑだ
- 斉藤朱夏
  - 『イッパイアッテナ』
- ささきいさお
  - 『今の向こうの今を』
  - 『始まりは何度でも』
- 椎名慶治（SURFACE）
  - 『ゴゾウ☆ロック』
  - 『5 my way』
  - 『人生スパイス』
- 私立恵比寿中学
  - 『ハイタテキ!』
  - 『紅の詩 』
- 鈴村健一
  - 『brand new』etc.
- 閃光花火
  - 『記憶はいつまでも君に残る』
- 高垣彩陽
  - 『All I want for christmas is you』
- 竹達彩奈
  - 『starline』
- 田所あずさ
  - 『君との約束を数えよう』
- タッキー&翼
  - 『ギラメラ』
  - 『コイゴコロHUNTER』
  - 『ユメイログラフィティ』
  - 『Zero G (今井翼)』
- つるの剛士
  - 『つるのうた3』
- 堂珍嘉邦[2]
  - 『Dameged Cupid』
  - 『Halo』
  - 『evergrey』
  - 『Time to fly』
  - 『Reflexion』etc.
- 中川翔子
  - 『Brand-new day』
  - 『桜色』
- 中ノ森文子
- 中村中
  - アルバム『世界のみかた』
- 永崎翔
  - 『答えはそこだ』
  - 『春もよう』
  - 『六月の雨シズク』etc.
- 夏川椎菜
  - 『イエローフラッグ』
  - 『ステテクレバー』
  - 『キタイダイ』
  - 『ナイトフライトライト』
- ななみ
  - 『Lovin' you』
  - 『CHASER』etc.
- 間慎太郎
- ばってん少女隊
  - 『崇シ増シxxx物語』
- 美炎-BIEN-
  - 『鼻吹雪』
  - 『鼻水木』
  - 『木洩れ鼻』
  - 『fire nose..』
- 日笠陽子
- 平野綾[2]
  - アルバム『RIOT GIRL』
  - アルバム『スピード☆スター』
  - 『Super Driver』etc.
- 紘毅
  - 『リセット』
- 藤澤ノリマサ[2]
- マオ from SID
  - 『月』
  - 『星』
  - 『違う果実』
  - 『不埒な体温』etc.
- マキアダチ
- マチゲリータ
- 松田聖子
  - 『新しい明日』
- 水樹奈々[2]
  - 『Happy☆Go-Round!』
  - 『Love Brick』
- 水瀬いのり
  - 『Dreaming Girls』
  - 『コイセヨオトメ』
- 峰香代子
- 紫SHIKIBU
- メロキュア
  - 『ふたりのせかい』
- 森重樹一（ZIGGY）[2]
  - 『SADISTIC SMILE』
  - 『ELECTRIC MOON』
- やなぎなぎ
  - 『Zoetrope』
  - 『星々の渡り鳥』
  - 『トコハナ』
  - 『landscape』
  - 『zoon politikon』
  - 『未来ペンシル』
- 山本陽介 feat. 玉置成実
  - 『ALL-WAYS』
- 夢みるアドレセンス
  - 『JUMP!』
- ロッカジャポニカ
  - 『わたしの地図』

## 映画
- あさひなぐ（劇伴）
- 溺れるナイフ（劇伴）
- 劇場版 弱虫ペダル（劇伴）
- デトロイト・メタル・シティ[2]
  - 『グロテスク』
  - 『あの娘をレイプ』
  - 『マッドモンスター』etc.
- 松本人志 監督作品
  - 『R100』（劇伴）
  - 『しんぼる』（劇伴）
- 魔法遣いに大切なこと
  - 『愛する人』
- るろうに剣心 最終章 The Final/The Beginning（劇伴）

## ドラマ
- M 愛すべき人がいて（劇伴）
- あなたには渡さない（劇伴）
- エイジハラスメント（劇伴）
- 教場（劇伴）
- 教場II（劇伴）
- チーム・バチスタの栄光
  - 永崎翔『答えはそこだ』（挿入歌）
- ブスの瞳に恋してる
  - MIYU『ごはんを作ろう』（挿入歌）
- マチ工場のオンナ
  - 松田聖子『新しい明日』（主題歌）

## バラエティ
- 億万笑者!〜S-1バトルへの道〜
  - 『春もよう』
- 紳助社長のプロデュース大作戦!
  - 『信じる気持ち』
  - 『島風』
- ピラメキーノ
  - 『フワフワJAPAN』
  - 『ダルダルダーリン』
- 松本人志のコントMHK
  - 『お前は卑怯だ』
  - 『THE惨苦楽巣』

## アニメ
- BanG Dream!
- FAIRY TAIL
  - 『ユメイログラフィティ』（オープニングテーマ ）
- Phantom in the Twilight
  - 『Flowery Song』
- tactics
- 7SEEDS
  - 『From The Seeds』（オープニングテーマ ）
- 青の祓魔師 京都不浄王篇
  - 『コノ手デ』（エンディングテーマ）
- あそびあそばせ
  - 『インキャインパルス』（エンディングテーマ）
- キルラキル
  - 『ambiguous』（オープニングテーマ ）
- 今日からマ王!
- 涼宮ハルヒの憂鬱
  - 『Super Driver』（オープニングテーマ ）
- ダイヤのA
- デュラララ!!×2 転
  - 『EXIT』（エンディングテーマ）
- デトロイト・メタル・シティ[2]
  - 『グロテスク』
  - 『あの娘をレイプ』
  - 『マッドモンスター』etc.
- 偽物語
  - 『marshmallow justice』（オープニングテーマ ）
- 鋼の錬金術師
- 花物語
  - 『The last day of my adolescence』（オープニングテーマ ）
- ブラック・ブレット
  - 『トコハナ』（エンディングテーマ）
- ブラック★★ロックシューター DAWN FALL
  - 『ASEED』（オープニングテーマ ）
- フリージング
  - 『COLOR』（オープニングテーマ ）
- ぼくたちは勉強ができない
  - 『セイシュンゼミナール』（オープニングテーマ ）
- 弱虫ペダル（劇伴）

## キャラソン
- 獣電戦隊キョウリュウジャー
  - 『Solid Bullet 』

## ゲーム
- BanG Dream!
- 白猫プロジェクト
- スターリィパレット
  - 『キミに星ひとつ』
- スプラトゥーン
- スプラトゥーン2
- ゼノブレイド
- 戦国無双
  - 『一望千里の風』etc.
- 魔法使いと黒猫のウィズ
- 龍が如く0 誓いの場所
  - （モーションキャプチャー出演）
- Nintendo Switch 体験会 2017[5]
- エリオスライジングヒーローズ
  - 『-START LINE-』

## CM
- アウディ
- 宇宙航空研究開発機構
- 代々木ゼミナール

## ドラムテック
- ザ・コインロッカーズ
- 妖精帝國
- ASH DA HERO
  - 『Judgement』
- FoZZtone
- GRANRODEO
- Little Non
- lynch.
- Rey
- Runny Noize
- serial TV drama
- THE NOVEMBERS
- VAMPS
  - 『VAMPS』

## 作曲
- chocolate fuzz manics
  - 『sign』
  - 『Buzz Life』
  - 『Time On Time』
  - 『Tri-rhythm』
  - 『LooPoo』
- MODERN HIPP'S
  - アルバム『NUDE JOKE』
    - M-2『Dramatic Space Boat』
    - M-7『Circus!!』
- SOUND BEE
  - アルバム『Dol-Bee6』
    - M-2『TREASURE LAND』
    - M-5『S.O.L』
    - M-6『FIGHTER'S BEE』